# Abia Brandt
Emil Rasmus Abia Brandt (* 22. August 1886 in Aasiaat; † unbekannt) war ein grönländischer Landesrat.

## Leben
Abia Brandt war der Sohn des Bootsführers Ole Hendrik Jakob Brandt (1847–1914) und seiner ersten Frau Ane Marie Kristine Thorin (1851–1904). Er war viermal verheiratet, da drei seiner Frauen jung gestorben waren. Abia Brandt war Jäger, Matrose und später Kiffaq (Helfer). 1915 vertrat er seinen Cousin Wille Brandt im nordgrönländischen Landesrat.